# Quarteira
Quarteira (portugisiskt uttal: [kwɐɾˈtɐjɾɐ] eller [kwɐɾˈtejɾɐ]) är en stad i Loulé kommun i distriktet Faro i regionen Algarve i södra Portugal.
Med det gamla fiskeläget som centrum grundades en socken 1916 och fick stadsrättigheter den 13 maj 1999. Socknen begränsas i norr av landsvägen EN125, i söder av kusten och i väster och öster av två vattendrag. Till huvudnäringarna hör golf, med fem golfbanor, och turism, med anläggningen Vilamoura och tvåhundra hotell.